# Васил Манов (Горни Балван)
Васил Манов Петров е български революционер, деец на Вътрешната македоно-одринска революционна организация.

## Биография
Роден е в 1878 година в щипското село Горни Балван, тогава в Османската империя. Присъединява се към ВМОРО и влиза в четата на съселянина си Иван Бърльо. По време на Винишката афера в 1900 година е арестуван и осъден на 10 години затвор, от които лежи 10 месеца. В 1909 година отново е арестуван, този път от младотурския режим и лежи 1 година в затвора.
Продължава да се занимава с революционна дейност и след като Щипско попада в Сърбия в 1913 година. Четник е в четата на Иван Бърльо в март - май 1915 година.
В 1918 година върналите се след края на Първата световна война сръбски власти го арестуват и го осъждат на смът чрез обесване. Присъдата не успява да се изпълни, тъй като Манов в 1920 година заедно с 21 други затворници успява да прокопае тунел под Щипския затвор и всички осъдени на смърт избягват.
На 24 февруари 1943 година, като жител на село Таринци, Щипско, подава молба за българска народна пенсия, която е одобрена и пенсията е отпусната от Министерския съвет на Царство България.